# Bound for Glory (2018)
Bound for Glory 2018 fue la decimocuarta edición de Bound for Glory, un evento pago por visión de lucha libre profesional producido por Impact Wrestling. Tuvo lugar el 14 de octubre del 2018 en el Melrose Ballroom de Nueva York.
Dentro del evento, se destacó la presentación de Willie Mack, la reaparición de Tommy Dreamer y la aparición sorpresa de James Ellsworth en Impact.

## Antecedentes
El 6 de septiembre en Impact, King y Konnan fueron convocados para una reunión por su comisionado, que se dirigió a que King junto con The OGz (Hernández & Homicide) se enfrentará al equipo de Konnan y The Latin American Xchange (Ortiz y Santana) en su guerra final, en un Hardcore Match . También en ese episodio, Johnny Impact reveló que desafiará a Austin Aries en Bound for Glory para el Campeonato Mundial de Impact. Más tarde fue atacado por Aries, Killer Kross y Moose.
El 13 de septiembre episodio de Impact!, Ohio Versus Everything lanzó un reto a Brian Cage, Fénix y Pentagón Jr., a un oVe Rules Match en Bound for Glory.
El 21 de septiembre, se anunció que Eddie Edwards se enfrentará a Moose en Bound for Glory.
El 27 de septiembre, después de que Tessa Blanchard defendió exitosamente el Campeonato de Knockouts de Impact contra Faby Apache en Impact!, Taya Valkyrie desafió a Blanchard en un combate en Bound for Glory por el título de los Knockouts.
El 4 de octubre de Impact!, Ethan Page atacó a Swann mientras el árbitro estaba distraído, ayudando a Sydal a ganar el combate. Más adelante en ese episodio, Sydal anunció que él y Page se enfrentarán a Swann en Bound for Glory, con un compañero de equipo elegido por Swann. Swann anunció que su compañero de equipo será Willie Mack.
El 11 de octubre, Eli Drake lanzó un reto abierto para cualquiera que luchara contra él en Bound for Glory.

## Resultados
- Rich Swann & Willie Mack derrotaron a Matt Sydal & Ethan Page.
  - Swann cubrió a Sydal después de un «Phoenix Splash».
  - Este fue el debut oficial de Mack en Impact Wrestling.
- Eli Drake derrotó a James Ellsworth.
  - Drake cubrió a Ellsworth después de dos «Gravy Train».
  - Después de la lucha, Abyss reapareció para confrontar a Drake para luego atacarlo.
  - Antes de la lucha, Ellsworth aceptó el reto de Drake por un oponente en Bound for Glory.
- Tessa Blanchard derrotó a Taya Valkyrie y retuvo el Campeonato de Knockouts de Impact.
  - Blanchard cubrió a Valkyrie después de un «Codebreaker».
- Eddie Edwards derrotó a Moose por descalificación.
  - Moose fue descalificado después que Killer Kross atacara a Edwards desde el público.
  - Después de la lucha, Tommy Dreamer interfierió a favor de Edwards, convirtiéndola a una lucha en parejas.
- Eddie Edwards & Tommy Dreamer derrotaron a Moose & Killer Kross en un No Disqualification Tag Team Match.
  - Edwards cubrió a Moose con un «Roll-up».
  - Después de la lucha, Kross y Moose atacaron a Edwards.
- Ohio Versus Everything (Dave Crist, Jake Crist & Sami Callihan) derrotaron a Pentagón Jr., Fénix & Brian Cage en un oVe Rules Match.
  - Callihan cubrió a Cage después de un «Piledriver».
- The Latin American Xchange (Konnan, Ortiz & Santana) derrotaron a The OGz (King, Hernández & Homicide) en un Concrete Jungle Death Match.
  - Ortiz cubrió a King después de un «Street Sweeper».
  - Antes la lucha, Konnan fue atacado en los camerinos, pero este pudo regresar durante la lucha.
  - El Campeonato Mundial en Parejas de Impact de LAX no estuvo en juego.
- Johnny Impact (con Taya Valkyrie) derrotó a Austin Aries (con Moose & Killer Kross) y ganó el Campeonato Mundial de Impact.
  - Impact cubrió a Aries después de un «Brainbuster» y un «Starship Pain».
  - Después de la lucha, celebró con su esposa Taya.